# Stonewall (Louisiane)
Pour les articles homonymes, voir Stonewall.
Stonewall est une ville de la paroisse de De Soto, dans l'État de Louisiane, aux États-Unis,. En 2020, elle compte une population de 2 273 habitants.

## Démographie
Lors du recensement de 2010, la ville comptait une population de 1 814 habitants, tandis qu'en 2020, elle s'élève à 2 273 habitants.